# Johanna Lindsey
Pour les articles homonymes, voir Lindsey.
Johanna Lindsey, née le 10 mars 1952 à Francfort-sur-le-Main en Allemagne et morte le 27 octobre 2019 à Nashua, New Hampshire, États-Unis, est un écrivain américain. Elle est considérée comme l'un des auteurs les plus célèbres de romances historiques. Tous ses romans ont été classés dans la liste des best-sellers du New York Times, plusieurs ont même été n°1 des ventes.

## Biographie
Johanna Lindsey est née en Allemagne où son père, Edwin Dennis Howard, un soldat de l'armée américaine, était en service. Sa famille déménageait beaucoup lorsqu'elle était enfant. Son père avait toujours rêvé de s'installer à Hawaï et après son décès en 1964, Johanna et sa mère ont choisi d'y vivre en sa mémoire.
En 1970, quand elle était encore au lycée, elle épouse Ralph, avec qui elle aura trois enfants Alfred, Joseph et Garret.
Elle était elle-même une lectrice assidue de romances avant qu'elle ne commence à écrire. Elle a d'abord considéré l'écriture comme un passe-temps. Avec son premier roman La fiancée captive paru en 1977, elle se spécialise dans la romance historique. Elle a écrit de nombreuses sagas, dont celle des Frères Malory, qui est l'une des plus appréciées.
Johanna Lindsey est décédée le 27 octobre 2019 dans le New Hampshire aux États-Unis des suites d'un cancer du poumon.

### La saga des Haardrad
1. (en) Fires Of Winter, 1980Inédit en France
2. La Viking insoumise, J'ai lu, 1992 ((en) Hearts Aflame, 1987)
3. Cœurs enchainés, J'ai lu, 1994 ((en) Surrender my love)

### La saga Glorious Angel
1. (en) Glorious Angel, 1982Inédit en France
2. Samantha, J'ai lu, 1989 ((en) Heart of Thunder, 1983)

### La saga de Wyoming
1. Le vent sauvage, J'ai lu, 1987 ((en) Brave the wild wind, 1984)
2. Paria de l'amour, J'ai lu, 1994 ((en) Savage thunder, 1989)
3. (en) Angel, 1992Inédit en France

### La saga des Frères Malory
1. Le séducteur impénitent, J'ai lu, 1995 ((en) Love only once, 1985)Héros : Nicholas Eden Comte de Montieth - Héroïne : Régina Ashton
2. Tendre rebelle, J'ai lu, 1995 ((en) Tender rebel, 1988)Héros : Anthony Malory - Héroïne : Roslynn Chadwick
3. La passagère clandestine, J'ai lu, 1994 ((en) Gentle rogue, 1990)Héros : James Malory - Héroïne : Georgina Anderson alias George
4. Magicienne de l'amour, J'ai lu, 1996 ((en) The magic of you, 1993)Héros : Warren Anderson - Héroïne : Amy Malory
5. Une femme convoitée, J'ai lu, 1998 ((en) Say you love me, 1996)Héros : Derek Malory - Héroïne : Kelsey Langton
6. La faute d'Anastasia, J'ai lu, 2000 ((en) The present, 1998)Héros : Christopher et Jason Malory - Héroïnes : Anastasia et Molly
7. Voleuse de cœur, J'ai lu, 2006 ((en) A loving scoundrel, 2004)Héros : Jeremy Malory - Héroïne : Danny
8. Les trésors du désir, J'ai lu, 2007 ((en) Captive of my desires, 2006)Héros : Drew Anderson - Héroïne : Gabrielle Brooks
9. Confusion et séduction, J'ai lu, 2012 ((en) No choice but seduction, 2008)Héros : Boyd Anderson - Héroïne : Katey Tyler
10. Mariés par devoir, amants pour toujours, J'ai lu, 2012 ((en) That perfect someone, 2010)Héros : Richard Allen - Héroïne : Julia Miller
11. (en) Stormy Persuasion, 2014Inédit en France
12. (en) Beautiful Tempest, 2017Inédit en France

### La saga des Straton
1. Un cœur si sauvage, J'ai lu ((en) A Heart So Wild, 1986)
2. (en) All I Need Is You, 1997

### La saga médiévale
1. (en) Defy Not The Heart, 1989Inédit en France
2. En Proie à la Passion, J'ai lu, 2000 ((en) Joining, 1999)

### La saga des Ly-San-Ter
1. (en) Warrior's Woman, 1990Inédit en France
2. (en) Keeper Of The Heart, 1993Inédit en France
3. (en) Heart Of A Warrior, 2001Inédit en France

### La saga de Cardinia
1. (en) Once A Princess, 1991Inédit en France
2. Si tu oses me quitter, J'ai lu, 1996 ((en) You Belong To Me, 1994)

### La saga de Sherring Cross
1. (en) Man Of My Dreams, 1992Inédit en France
2. Brûlés par le désir, J'ai lu, 1997 ((en) Love Me Forever, 1995)
3. (en) The Pursuit, 2002Inédit en France

### La saga des Reid
1. Héritier malgré lui, J'ai lu, 2001 ((en) The Heir, 2000)
2. (en) The Devil Who Tamed Her, 2007Inédit en France
3. (en) A rogue of my own, 2009Inédit en France
4. (en) Let love find you, 2012Inédit en France

### La saga Montana
1. (en) One Heart to Win, 2013Inédit en France
2. (en) Wildfire in His Arms, 2015Inédit en France
3. (en) Marry Me by Sundown, 2018Inédit en France

### Autres
- La fiancée captive, J'ai lu, 1991 ((en) Captive Bride, 1977)
- (en) A Pirate's Love, 1978Inédit en France
- Une Fiancée pour Enjeu, J'ai lu, 1991 ((en) Paradise Wild, 1981)
- Esclave et châtelaine, J'ai lu, 1991 ((en) So Speaks The Heart, 1983)
- Un si cher ennemi, J'ai lu, 1988 ((en) A Gentle Feuding, 1984)
- Un si doux orage, J'ai lu, 1992 ((en) Tender Is The Storm, 1985)
- Épouse ou maîtresse ?, J'ai lu, 1992 ((en) When Love Awaits, 1986)
- Les Feux du désir, J'ai lu, 1991 ((en) Secret Fire, 1987)
- La révoltée du harem, J'ai lu, 1991 ((en) Silver Angel, 1998)
- Captifs du désir, J'ai lu, 1993 ((en) Prisoner Of My Desire, 1991)
- Pour toujours dans tes bras, J'ai lu, 1997 ((en) Until Forever, 1995)
- (en) Home For The Holidays, 2000Inédit en France
- Un cow-boy pour deux, J'ai lu, 2004 ((en) A Man To Call My Own, 2003)
- (en) Marriage Most Scandalous, 2006Inédit en France
- (en) When passion rules, 2011Inédit en France
- (en) Make Me Love You, 2016Inédit en France

## Culture populaire
L'un des personnages secondaires de la série Stranger Things, Mme Wheeler, interprétée par Cara Buono, lit des romans de Johanna Lindsey dont Samantha (Heart of Thunder) dans un épisode de la deuxième saison.